# Trampolin (šport)
Trampolin  je jedna od gimnastičkih disciplina. Sastoji se od izvođenja skokova na trampolinu, pri čemu vježbač mora u zadano vrijeme izvesti što više gimnastičkih elemenata kao što su salta, okreti, vijci, i sl.
Natjecanja se u trampolinu izvode u pojedinačnoj konkurenciji te u sinkroniziranom trampolinu, kada dva vježbača usporedno izvode istu vježbu. Trampolin je uveden na olimpijske igre kao službeni šport 2000. godine.